# Cnemidophorus ruatanus
Cnemidophorus ruatanus — вид ящірок родини теїдових (Teiidae). Мешкає в Центральній Америці.

## Поширення і екологія
Cnemidophorus ruatanus мешкають в Гватемалі (в долині Мотаґуа та на сусідній прибережній рівнині), на півдні Белізу, на півночі Гондурасу, на сусідніх островах Іслас-де-ла-Бая, та на крайній півночі Нікарагуа. Вони живуть у вологих і сухих рівнинних тропічних лісах, де трапляються на відкритих місцевостях, зокрема на морських і річкових пляжах, на висоті до 400 м над рівнем моря.